# El Hormiguero, Tabasco
El Hormiguero är en ort i Mexiko.   Den ligger i kommunen Nacajuca och delstaten Tabasco, i den sydöstra delen av landet, 700 km öster om huvudstaden Mexico City. El Hormiguero ligger 10 meter över havet och antalet invånare är 462.
Terrängen runt El Hormiguero är mycket platt. Runt El Hormiguero är det tätbefolkat, med 442 invånare per kvadratkilometer. Närmaste större samhälle är Jalpa de Méndez, 14,8 km väster om El Hormiguero. Trakten runt El Hormiguero består till största delen av jordbruksmark.